# Patzité
Patzité – miasto w środkowo-zachodniej Gwatemali, w górach Sierra Madre de Chiapas, w departamencie El Quiché, leżące w odległości 12 km na południowy zachód od stolicy departamentu Santa Cruz del Quiché. Według danych szacunkowych w 2012 roku liczba ludności miasta wyniosła 1498 mieszkańców.
Jest siedzibą władz gminy o tej samej nazwie, która w 2012 roku liczyła 5983 mieszkańców. Gmina jest bardzo mała, a jej powierzchnia obejmuje zaledwie 64 km².